# Бенгтссон, Франц Гуннар
Франц Гуннар Бенгтссон (швед. Frans Gunnar Bengtsson; 4 октября 1894, Тосшё, коммуна Энгельсхольм, лен Сконе, Швеция — 19 декабря 1954, имение Риббингфорс, на севере Вестергётланда) — шведский писатель, эссеист, поэт, автор одной из наиболее авторитетных биографий короля Карла XII, также известен благодаря историческому роману «Рыжий Орм».

## Творчество
Творческая деятельность Франца Бенгтссона началась с публикации исторических очерков в журнале «Ord och Bild» (1920 г). Первая книга писателя — сборник стихотворений «Бросая Кости» (Tärningkast) — издана в 1923 году. Два года спустя вышла книга «Легенды о Вавилоне» (Legenden om Babel). В обоих работах автор часто использовал достаточно старые стихотворные формы (в частности канцона и сонет). В 1929 году Бенгтссон получает широкую известность сборник эссе на исторические темы «Писатели и воины» (Litteratörer och militärer).
В 1938 году Бенгтссон публикует двухтомную биографию Карла XII, которая получила широкое признание и была удостоена премии Шведской Академии. Работа в большой степени основана на записях и дневниках рядовых солдат и незнатных офицеров, а также биографии Карла XII, написанной в 1731 году Вольтером.
В 1941 году вышла первая часть романа «Рыжий Орм» (Röda Orm), который впоследствии стал одним из самых читаемых шведских романов. Вторая часть романа появилась в 1945-м году. Роман описывает приключения шведского викинга в эпоху христианизации Скандинавии. Стоить заметить что оккупационные власти Норвегии предложили издать норвежский перевод «Рыжего Орма», с так называемыми «некоторыми сокращениями и исправлениями» — то есть с изъятием ключевого (и весьма позитивного) персонажа — еврейского ювелира Соломона. Ответ автора, адресованный своему издателю Рагнару Сванстрёму, не оставляет сомнений об отношении Бенгтссона к фашистской власти:
«Ни единой запятой, и речи не может быть, чтобы еврей Соломон был изъят из книги с моего согласия […] я вообще отказываюсь переводиться на норвежский язык, пока эти господа кретины и уголовники не перестанут заниматься издательскими делами, равно как и любыми другими делами вообще».
В 1953 году вышли воспоминания Бенгтссона под названием «Рай, как я его помню» (Den lustgård som jag minns).
После смерти автора в 1954 году был издан ряд сборников эссе и стихотворений.

## Увлечение
Бенгтссон увлекался шахматами и был довольно сильным игроком. Он выступал за шахматный клуб Skåne. В 1916 г. в матче Сконе — Стокгольм ему удалось победить одного из сильнейших шведских шахматистов О. Левенборга. В том же году Бенгтссон участвовал в побочном соревновании турнира северных стран. Он набрал 7 очков из 13 и занял 6-е место. Белыми начинал партию только ходом 1. е2—е4, утверждая, что это «настоящие шахматы».